# Paris sex-appeal
Paris sex-appeal est un magazine français à caractère érotique lancé en 1933 et disparu en 1951.
Le premier numéro semble remonter à juin 1933. L'adresse parisienne de la rédaction est au 47 avenue Philippe-Auguste. Il s'agit d'un magazine mensuel qui se présente avec une couverture en couleurs figurant un portrait de femme à chaque fois différente, vraisemblablement une photo de mannequin retouchée. 
Notons qu'à partir de mai 1932, Marie Dubas faisait fureur dans une revue à spectacle « futuriste » intitulée Sex-Appeal Paris 32 au Casino de Paris et signée Henri Varna avec des décors de Paul Colin.
Le sous-titre est un temps « le magazine le plus parisien ». De fait, coquin et léger, il joue sur le « stéréotype de la Parisienne » et sur la ville de Paris réputée pour ses « quartiers chauds », afin de capter un public masculin. L'intérieur n'est nullement à caractère pornographique, mais présente en revanche une succession de publicités vantant des publications, des photographies, des films et des lieux renvoyant sans ambiguïté au monde de la nuit et de certains plaisirs. On trouve aussi des textes de fiction signés souvent sous pseudonymes, et illustrés de photographies et de dessins, où des femmes apparaissent plus ou moins dénudées. 
Ce magazine ne fut pas interdit, il était disponible en kiosque comme l'atteste son dépôt légal et fut diffusé par les NMPP.
Suspendu pendant la guerre, il reparaît en 1950 pour cesser l'année suivante.
Parmi les écrivains et illustrateurs annoncés sous leurs véritables identités dans la page de sommaire, on compte Paul Dufau, Henri Falk, Maurice de Lambert, Pit, Paul Reboux, André Salmon, André Warnod et pas mal de photographies de Pierre Boucher ou d'agences comme Schostal. Le dessinateur de presse Siné, alors débutant, y fut employé comme retoucheur, son travail consistant à rendre plus sages certaines photos un peu trop dénudées. 
Le magazine Mon Paris, son visage sa vie ardente qui paraît à partir de novembre 1935 présente la même adresse et des collaborateurs communs ; des publicités pour Paris sex-appeal y figurent.
Cette adresse est celle des éditions et de l'imprimerie Henri François, gérant-administrateur, qui possédait des machines héliogravures. Il éditait beaucoup de brochures techniques, des affiches et des magazines d'aviation...